# La Planck
La Planck (en néerlandais  De Plank ou De Planck) est un hameau dans la commune de Fourons, dans la province de Limbourg en Belgique. C'est un village frontalier qui se trouve sur la route reliant Margraten aux Pays-Bas à Aubel en Belgique. Le hameau est situé entre Fouron-Saint-Martin et Teuven. La partie à l'ouest de la route Margraten - Aubel appartient à la section de Fouron-Saint-Martin. La région située à l'est de la route appartient à la section de Teuven.
C'est le plus grand hameau des Fourons qui n'a jamais été une commune. La Planck compte différents hameaux : Konenbos, Krindaal, Ulvend, Schilberg, Eiken; tous plus ou moins situés dans les alentours du village.

## Lieux d'intérêt
- La chapelle Saint-Roch de 1860
- Diverses maisons et hangars à colombages, tels que: La Planck 109, 118 et 122.

## Villages à proximité
Les villages à proximité sont Slenaken, Teuven, Aubel et Fouron-Saint-Pierre.